# Милорадович, Николай Эммануилович
Никола́й Эммануи́лович Милора́дович (1847—1917) — генерал-лейтенант, начальник 52-й пехотной дивизии.

## Биография
Православный. Из потомственных дворян. Сын Эммануила Александровича Милорадовича и Александры Семеновны Соколовой.
Окончил Петровский Полтавский кадетский корпус (1864) и 2-е военное Константиновское училище (1866), выпущен подпоручиком в 106-й пехотный Уфимский полк. В следующем году переведен в лейб-гвардии Гатчинский полк.
Чины: прапорщик гвардии (1867), подпоручик (1869), поручик (1870), штабс-капитан (1874), капитан (1878), подполковник ГШ (1878), полковник (за отличие, 1881), генерал-майор (за отличие, 1896), генерал-лейтенант (1904).
В 1873 году окончил Николаевскую академию Генерального штаба по 2-му разряду. По окончании академии был назначен в штаб Оренбургского военного округа.
Участвовал в русско-турецкой войне 1877—1878 годов, за боевые отличия был награждён орденами Святой Анны 3-й степени с мечами и бантом и Святого Станислава 2-й степени с мечами. 21 июля 1878 был прикомандирован к Московскому военному округу. С 1882 года состоял штаб-офицером для поручений при штабе Московского военного округа.
Затем был начальником штаба 32-й пехотной дивизии (1884—1891), командовал 44-м пехотным Камчатским полком (1891—1897) и 2-й бригадой 3-й пехотной дивизии (1897—1900). В 1900 году был назначен начальником 52-й пехотной резервной бригады, развёрнутой в 52-ю пехотную дивизию в 1904 году.
29 января 1907 года уволен от службы с мундиром и пенсией. После выхода в отставку жил в Киеве, был членом-учредителем Киевского клуба русских националистов.
Скончался 6 апреля 1917 года в Киеве. С 1876 года был женат на Вере Андреевне Насекиной, имел восемь детей.

## Награды
- Орден Святой Анны 3-й ст. с мечами и бантом (1878);
- Орден Святого Станислава 2-й ст. с мечами (1878);
- Орден Святой Анны 2-й ст. (1883);
- Орден Святого Владимира 4-й ст. (1886);
- Орден Святого Владимира 3-й ст. (1893);
- Орден Святого Станислава 1-й ст. (1899);
- Орден Святой Анны 1-й ст. (1906).